# O něčem jiném
Snímek O něčem jiném z roku 1963 je prvním hraným a zároveň celovečerním počinem režisérky Věry Chytilové (nepočítáme-li režisérčin absolventský film Strop z roku 1961). Díky výběru stylistických prostředků, narativní struktuře a tematickému zasazení, pro něž se Chytilová rozhodla, můžeme tento snímek zařadit mezi filmová díla tzv. Československé nové vlny. Film pracuje při zachycování života obou žen téměř dokumentárním stylem, dále pak využívá neherce a zobrazuje banální každodennost, což jsou jedny z hlavních rysů tzv. cinema verité.

## Děj
Film zachycuje každodenní život dvou žen – olympioničky Evy Bosákové a ženy v domácnosti Věry. Obě si kladou otázku, co je jejich smyslem života. Zatímco olympionička Eva vše věnuje sportu a soukromý život si plánuje až do skončení sportovní kariéry, Věra má pocit nedostatku seberealizace v domácnosti. Obě však na konci zjistí, že jejich dosavadní život jim vyhovuje a není potřeba ho měnit, neboť právě tam je jejich místo.
Film byl oceněn Velkou cenou na filmovém festivalu v německém Mannheimu.